# Concours de dégustation étudiant
Les concours de dégustation étudiants sont des concours de dégustation à l'aveugle sur le vin en général, réservés aux étudiants de l'enseignement supérieur. Organisés par les écoles et les domaines (principalement en France), ils ont vu se succéder plus d'une centaine d'associations de différentes écoles depuis leurs créations.

## Concours d'écoles

### X-Wine Contest
L’École polytechnique organise le X-Wine Constest au château de Figeac à Saint-Émilion durant les trois premières éditions (2016, 2017 et 2018). À cause de travaux entrepris par le château de Figeac, c’est le château de Fargues qui accueille l'édition 2019, dans le Sauternais. Tous les ans ce concours est composé d'un jury de professionnel du vin (sommelier, vigneron ou journaliste).
Le concours se déroule en deux phases. Une phase qualificative où les 14 équipes doivent répondre à des questions théoriques et puis déterminer totalement trois séries de quatre vins sans indice : blancs secs, rouges, puis blancs liquoreux. Les équipes sont notées et classées, les trois premières équipes accèdent à la finale qui consiste en un commentaire de dégustation sur deux vins devant un jury composé d’une personne de chacune des familles des châteaux Figeac et de Fargues ainsi qu’un troisième juré changeant tous les ans.
Lors de l'édition 2019, la finale se déroule entre les équipes de l’ENSTA Paris, de l’ESSEC et de Sciences Po. Le jury est composé d'Hortense Manoncourt du Château Figeac, Philippe de Lur Saluces du château de Fargues et Charlotte Tissoire sommelière au Pressoir d’Argent. Les vins dégustés par les étudiants lors de cette finale était un Château-Figeac 1985 et un Domaine de Chevalier 1985.

### South Wine Challenge
Le SupAgro Wine Challenge est un concours lancé en 2019 par l'association d’œnologie de Institut agro Montpellier. Cette école est la seule à délivrer un diplôme d’ingénieur et le diplôme national d'œnologue. Il est renommé South Wine Challenge en 2022 après le changement de nom de l'école.
La première édition se tient au Domaine Royal de Jarras le 16 mars 2019. L'objectif de ce concours est de faire passer les valeurs de l'œnologie aux étudiants des Grandes Écoles, ainsi l’événement commence par une visite des laboratoires de l'INRA par deux chercheurs travaillant parallèlement pour l'INRA, l'Institut agro Montpellier et l'IHEV (Institut des Hautes Etudes de la Vigne et du vin). Après le concours, l’événement se clôture par une conférence internationale sur les cépages résistants.
Les écoles participantes au concours sont sélectionnées sur une image accompagnée d'un commentaire sur le rapport entre le vin et l'histoire.
Le concours se déroule en 2 partie :
- Première partie : une dégustation à l'aveugle de 12 vins (3 effervescents, 3 blancs, 3 rosés et 3 rouges), chaque série est accompagnée d'un questionnaire théorique de 15 minutes.
- Phase finale : les trois meilleures équipes de la première phase s'affrontent à l'oral sur la dégustation à l'aveugle de 3 vins (en 2019, seul un des vins devait être choisi par les finalistes).

Vins dégustés en finale :
- 2019 : Bollinger R.D. 2004, Corton-Charlemagne 2016 de Jacques Prieur et Liber Pater 2007[6].
- 2024 : Chateau de Beaucastel à Chateauneuf-du-Pape 2009, Chateau de Fargues à Sauternes 2019 et un Champagne Krug Grande cuvée, 171ème édition.

### Sciences Po International Tasting
Le Sciences Po International Tasting (SPIT) existe depuis 2009, créé par In Vino Veritas, l’association d’œnologie de Sciences Po, c’est le premier concours géré par une association. La maison Bollinger reçoit tous les ans les étudiants de 12 équipes internationales sélectionnées préalablement par Sciences Po au travers d’une épreuve de présélection :
- En 2019, les équipes doivent créer une étiquette d’un château fictif représentant les couleurs de leurs écoles respectives.
- En 2018, les équipes doivent écrire une chanson sur la Champagne.
- En 2017, les équipes doivent faire une affiche et un programme présidentiel pour un vin censé représenter un candidat à l'élection présidentielle française de 2017.
- En 2016, les équipes doivent tourner une vidéo sur le terroir.

Le concours se déroule en deux phases. Une phase qualificative où les 12 équipes doivent répondre à des questions théoriques et pratiques (dégustation à l’aveugle) sur trois séries de trois vins : effervescents, blancs, puis rouges. Les équipes sont notées sur 60 points et classées, les trois premières équipes accèdent à la finale qui consiste en un commentaire de dégustation sur deux vins, traditionnellement parmi les plus grands vins du monde (Romanée-conti, Château Mouton-Rothschild, Château Margaux, Vieille Vignes Françaises, La tâche, etc.)

### ESSEC Vintage Tasting

#### EVT Chambord (1reédition)
La première édition de l'ESSEC Vintage Tasting (EVT) s’est tenue le 9 avril 2018 au Château de Chambord. Ce concours est organisé par Elyxir, l’association d’œnologie de l’ESSEC Business School.
Le concours s'est déroulé en deux phases :
- Une phase qualificative où les 14 équipes doivent répondre à deux questionnaires de type QCM mêlant questions théoriques et questions de dégustation, le premier est sur les blancs secs et le second sur les rouges avec 6 vins à chaque fois.
- Les équipes sont notées et classées, les trois premières équipes accèdent à la finale qui consiste en un commentaire de dégustation sur trois vins avec un accord entre un des trois vins et une personnalité historique. Les vins de la finale sont un Pavillon Rouge du Château Margaux 1996, un Corton-Charlemagne de la Maison Chanson 2006 et un Extravagant du Château Doisy Daëne 2010.

#### EVT Tour Eiffel (2deédition)
La seconde édition de l'ESSEC Vintage Tasting s'est déroulée à la Tour Eiffel le 15 avril 2019,.
Le concours s'est déroulé en trois phases :
- Un premier temps où les 15 équipes dégustent à l'aveugle et identifient une série de 4 vins rouges et une série de 4 vins blancs. Chaque série est suivie d'un questionnaire théorique de 10 questions.
- Un second temps où une personne par équipe doit faire un commentaire de dégustation d'un des vins précédents tiré au hasard et faire un accord met-vin
- Une phase finale ou les trois meilleures équipes dégustent à l'aveugle 4 vins, pour cette édition : Château Angélus 2011, Chevalier-Montrachet Grand Cru 2012 de Bouchard Père & Fils, une cuvée Hemera 2005 de Champagne Henriot, Château Doisy Daëne 1985.

#### EVT Le Marois (3eédition)
Après une première annonce de la troisième édition en 2020 à l'hôtel de Crillon, annulée à cause du Covid, l'ESSEC Vintage Tasting ne reprendra que 5 ans après la deuxième édition. La troisième édition s'est tenue à l'Hotel Le Marois le 16 mars 2024.

### AgroTastingChallenge
La première édition de l'AgroTastingChallenge (anciennement : Challenge AgroVinoTech (CAV’iT)) s’est tenu en 2015, il est organisé par l'association d’œnologie de AgroParisTech en partenariat avec la maison de champagne Ruinart. En 2018, le concours a eu lieu le vendredi 13 avril.
Pour l’édition 2019, l’école organisatrice et la maison Ruinart décident d’ouvrir le concours à toutes les écoles et universités en organisant un phase qualificative. En effet, jusqu’à la quatrième édition incluse l’organisation du concours invitée les écoles directement. En 2019, AgroParisTech a mis en place une épreuve qualificative à laquelle douze équipes françaises et quatre équipes internationales se sont disputé dix places. La qualification consiste en une photo d’un vin accompagnée d’un commentaire libre, la note est composée à 50 % par un vote ouvert à tout public et à 50 % d’une note donnée par l’équipe organisatrice.

### Coupe Es-SENS Ferrières
Ce concours est organisé par l'École normale supérieure et l'ESSEC Business School depuis 2016 sous le nom de Coupe ESSENS Ferrières. Sa spécificité repose sur les accords mets et vins. Le parrain du concours est Manuel Peyrondet.
À partir de l'édition 2018, l'ESSEC se retire de l'organisation pour lancer son propre concours. Le concours est alors renommé Coupe Es-SENS Ferrières, il conservera son organisation au Château de Ferrières jusqu'à sa dernière édition en 2019. Le concours ne reprendra pas après le Covid.

### Le Défi de Bacchus
Depuis 2001, Le Défi de Bacchus (DDB) est organisé chaque année par Sup’ de Coteaux, l’association d’œnologie de l'EM Lyon Business School.
Le concours de dégustation se déroule en deux temps. Une présélection, à laquelle l’ensemble des participants concourent sur une dégustation à l’aveugle (flight) de trois vins blancs, trois vins rouges et un test de culture générale puis une finale, qui réunit les deux meilleures équipes à la suite de ces épreuves de présélection. Le format de cette finale change chaque année, le but étant de trouver des épreuves originales pour départager des équipes avec un niveau parfois très proche.
Après une année de report de l'édition 2020, la 21e édition du Défi de Bacchus s'est tenue à Lyon à La Cour des Loges le 2 octobre 2021. La veille, les participants ont pu participer à une masterclass assurée par La Maison du Whisky. Le concours s'est déroulé avec un flight de 3 vins blancs, 3 vins rouges, une épreuve mystère avec la participation du Nez du Vin des Editions Jean Lenoir. La finale a opposé l'ENSTA Paris à l'INSA Lyon. Après avoir pitché à l'oral un Meursault 1e Cru Les Perrières 2018 de Vincent Girardin, et un Château Margaux 2004, l'équipe de l'INSA Lyon est finalement déclarés vainqueurs par le jury présidé par Bernard Burtschy.

### L'Étiquette - Blind Tasting Challenge
Ce concours est organisé par l'association étudiante AOC de KEDGE Business School Bordeaux. 
L'Étiquette est un concours de dégustation à l'aveugle destiné aux étudiants des Grandes Écoles et universités, tant françaises qu'internationales. Nous y retrouvons des écoles comme l'ENSTA Paris, HEC, l'école Polytechnique ou encore Oxford, Cambridge, l'école hotellière de Lausanne 
La première édition regroupant des écoles françaises et internationales a eu lieu en 2016 dans les locaux de l'école hôtelière Vatel à Bordeaux avec la présence de Jean-Marc Quarin en tant que jury. Depuis, le concours gagne en notoriété et attire chaque année un nombre croissant de participants. L'Étiquette se tient généralement dans le vignoble bordelais. Par exemple, la 9ᵉ édition s'est déroulée les 17 et 18 mai 2024 au Château Cheval Blanc. Le jury est composé de professionnels reconnus du secteur viticole. Par exemple, Jérémy Cukierman, Master of Wine et ancien Directeur de la KEDGE Wine School, a présidé le jury lors de précédentes éditions. Désormais, David Biraud, Meilleur sommelier de France 2002 et Meilleur ouvrier de France 2004. Il s'est distingué en obtenant la 2ème place aux concours du Meilleur Sommelier d'Europe en 2010 et 2013, et du Meilleur Sommelier du Monde en 2016. David Biraud est aujourd'hui Directeur de la KEDGE Wine School et président du jury de l'Etiquette.
Les équipes s'affrontent au travers d’épreuves de très haut niveau mélangeant connaissances théoriques et pratiques : une épreuve de vingt questions de culture générale viticole, puis 20 étiquettes à reconnaître à partir de simples fragments de celles-ci, et bien entendu 7 vins pouvant provenir du monde entier à déguster, analyser et découvrir.

### Ampélos ENSTA Paris
La première édition s'est tenue le 23 mars 2024 à Tain-l'Hermitage en partenariat avec la maison M. Chapoutier

### Millésime
Concours de l'École hôtelière de Lausanne

### Concours HEC
Concours d'HEC Paris

### Les Dionysies
Concours de l'EDHEC Business School

## Concours indépendants

### Trophée des Bourgognes
Le Trophée des Bourgogne (initialement nommé Trophée des Climats) est un concours indépendant de dégustation créé en 2019 par deux anciens étudiants d'EM Lyon Business School, Achille de la Morandière et Henri Frangin. Ce concours est dédié aux vins de Bourgogne, les deux fondateurs souhaitant mettre en valeur le terroir et la culture de cette région, et prend lieu au Château de Meursault.
Il se divise en deux parties : une première épreuve théorique, suivie d'une seconde partie pratique en quatre séries de quatre vins.
En 2020, le concours est s'est maintenu malgré le Covid grâce à une organisation de la dégustation totalement à distance avec 16 fioles de dégustation par candidats et une interface web de réponse en live.

### Pol Roger International Tasting
Ce concours est organisé tous les ans par la maison de Champagne éponyme : Champagne Pol Roger. Il est organisé en trois phases : une phase régionale (en France), une phase nationale et une phase internationale. À chaque étape seule l'équipe terminant première peut passer à la phase suivante.
Importé en France par Pol Roger en 2003, le Concours inter-grandes écoles est la réplique d’un événement que la maison champenoise sponsorise depuis 1992 en Grande-Bretagne : le Varsity Blind Wine Tasting Match. Ce concours de dégustation oppose depuis 1953 les universités anglaises les plus renommées : Oxford et Cambridge.
Le Varsity Blind Wine Tasting Match a été exporté aussi en 2013 en Écosse et y oppose l'université d'Édimbourg et l'université de St Andrews. À partir de 2018, Pol Roger organise une qualification internationale en Europe continentale.
Les quatre équipes issues des quatre qualifications (française, anglaise, écossaise et européenne) s’affrontent tous les ans à Épernay à la Maison Pol Roger.
Phases régionales Française :
- Paris 1 : jusqu'à 5 équipes
- Paris 2 : jusqu'à 5 équipes
- Lyon : 3 équipes
- Bordeaux : 3 équipes
- Lille : 2 équipes

Phases nationales :
- France : 5 équipes
- Autriche : 3 équipes
- Angleterre : Université d'Oxford et université de Cambridge
- Ecosse : Université d’Édimbourg et université de St Andrews

### Left Bank Bordeaux Cup
La Left Bank Bordeaux Cup est le plus ancien concours d'œnologie étudiants, il a été créé en 2002 par la Commanderie du Bontemps. Depuis 2011, ce concours accueille des équipes du monde entier en organisant des phases de qualification dans 5 villes à travers le monde :
- 1 équipe qualifiée à Shanghai
- 1 équipe qualifiée à Hong-Kong
- 2 équipes qualifiées à New-York
- 2 équipes qualifiées à Paris
- 2 équipes qualifiées à Londres

Ce concours ne porte que sur les vins de la rive gauche de Bordeaux.
Le déroulement des déférentes phase de compétition est le même :
- Une série de 10 questions (souvent QCM à 3 réponses) qui peuvent porter sur les appellations (nombre, localité, etc.), les Châteaux (date de création, classement, photo, etc.) et sur l'histoire et les traditions de Bordeaux. Chaque question est sur 2 points. Ce qui donne à la fin une note sur 20
- Trois séries de 3 vins à l'aveugle sont ensuite servies. 2 séries de vins rouges, 1 série de vins blancs liquoreux en référence aux vins classés en 1855. Pour chacune des séries 3 questions à 3 réponses possibles sont posées aux équipes (la première valant 5 points, la deuxième 3 et la troisième 2 soit un total de 10 points par série). Les questions posées portent sur l'identification de l'appellation, du millésime, voire du nom du château produisant le vin.

À l'issue de cette partie les équipes sont classées sur 50 points et les 4 premières équipes se disputent un finale avec deux séries de 3 vins rouges sur le même modèle qu'évoqué ci-dessus, les points étant remis à zéro les équipes sont classés sur 20 points. Dans le cadre des phases qualificatives la ou les deux premières équipes, en fonction de la région, sortant de cette finale, se qualifient pour la grande finale internationale au Château Lafite-Rothschild. Cette phase de finale française à quatre équipes a été supprimée à partir de l'édition 2019 et les deux meilleures équipes se qualifient directement à l'issue de l'épreuve à 50 points.

## Statistiques

### Classement par année
| Nation                                      | Université                       | 2015 | 2016 | 2017 | 2018 | 2019 | 2020 | 2021 | 2022 | 2023 | 2024 |
| ------------------------------------------- | -------------------------------- | ---- | ---- | ---- | ---- | ---- | ---- | ---- | ---- | ---- | ---- |
| Drapeau de l'Angleterre                     | Université d'Oxford              | 1    | 3    | 2    | 1    | 4    | 2    | -    | 3    | 8    | 9    |
| Drapeau du Danemark                         | Copenhagen Business School       | 2    | 6    | 13   | -    | 16   | 9    | -    | 23   | -    | -    |
| Drapeau de la France                        | ENS-PSL                          | 3    | 10   | 7    | 8    | 9    | 10   | 13   | -    | 2    | 21   |
| Drapeau de la France                        | EM Lyon Business School          | 4    | 1    | 1    | 2    | 2    | 3    | 6    | 7    | 3    | 8    |
| Drapeau de Hong Kong                        | Université baptiste de Hong Kong | 11   | 2    | -    | 30   | -    | -    | -    | 25   | 29   | -    |
| Drapeau de la France                        | KEDGE Business School            | -    | 11   | 3    | 18   | 18   | -    | -    | -    | 6    | 13   |
| Drapeau de l'Écosse                         | University of Edinburgh          | 9    | 8    | 11   | 3    | 17   | -    | -    | 8    | 14   | 11   |
| Drapeau de la France                        | ENSTA Paris                      | -    | -    | 29   | 7    | 1    | 1    | 2    | 1    | 1    | 1    |
| Drapeau de l'Angleterre                     | Université de Cambridge          | 7    | 4    | 17   | 5    | 3    | 8    | 5    | 2    | 21   | 2    |
| Drapeau de la France                        | INSA Lyon                        | -    | -    | -    | -    | 29   | -    | 1    | 20   | 28   | 12   |
| Drapeau de la République populaire de Chine | SISU                             | 13   | -    | -    | -    | 10   | -    | 3    | -    | -    | -    |
| Drapeau de la France                        | HEC Paris                        | 11   | 27   | 32   | 37   | 27   | -    | -    | 19   | 19   | 3    |
| Nombre d'équipes sur la saison              | Nombre d'équipes sur la saison   | 21   | 29   | 33   | 31   | 32   | 14   | 19   | 27   | 32   | 31   |

### Ecoles avec le plus de podiums
| Rang       | Nation                                      | Université                       | Médaille d'or, monde | Médaille d'argent, monde | Médaille de bronze, monde | Total |
| ---------- | ------------------------------------------- | -------------------------------- | -------------------- | ------------------------ | ------------------------- | ----- |
| 1          | Drapeau de la France                        | ENSTA Paris                      | 22                   | 11                       | 7                         | 40    |
| 2          | Drapeau de la France                        | EM Lyon Business School          | 16                   | 11                       | 5                         | 32    |
| 3          | Drapeau de l'Angleterre                     | Université d'Oxford              | 10                   | 12                       | 4                         | 26    |
| 4          | Drapeau de l'Angleterre                     | Université de Cambridge          | 3                    | 9                        | 4                         | 16    |
| 5          | Drapeau de la France                        | ENS-PSL                          | 3                    | 4                        | 3                         | 10    |
| 6          | Drapeau de la France                        | Institut agro Montpellier        | 3                    | 2                        | 8                         | 13    |
| 7          | Drapeau de la France                        | AgroParisTech                    | 2                    | 2                        | 7                         | 11    |
| 8          | Drapeau de la France                        | KEDGE Business School            | 2                    | 1                        | 1                         | 4     |
| 9          | Drapeau des États-Unis                      | Université Cornell               | 2                    | -                        | -                         | 2     |
| 9          | Drapeau de la France                        | INSA Lyon                        | 2                    | -                        | -                         | 2     |
| 11         | Drapeau de la France                        | Université Paris-Panthéon-Assas  | 1                    | 3                        | 3                         | 7     |
| 12         | Drapeau de l'Écosse                         | University of Edinburgh          | 1                    | 2                        | 5                         | 8     |
| 13         | Drapeau du Danemark                         | Copenhagen Business School       | 1                    | 2                        | -                         | 3     |
| 13         | Drapeau de la France                        | HEC Paris                        | 1                    | 2                        | -                         | 3     |
| 15         | Drapeau de la Suisse                        | École hôtelière de Lausanne      | 1                    | 1                        | 2                         | 4     |
| 16         | Drapeau de la République populaire de Chine | SISU                             | 1                    | 1                        | -                         | 2     |
| 17         | Drapeau de la France                        | Sciences Po                      | 1                    | -                        | 2                         | 3     |
| 18         | Drapeau de la France                        | Université Paris Dauphine-PSL    | 1                    | -                        | 2                         | 3     |
| 19         | Drapeau de Hong Kong                        | Université baptiste de Hong Kong | 1                    | -                        | 1                         | 2     |
| 20         | Drapeau de Hong Kong                        | HKU Space                        | 1                    | -                        | -                         | 1     |
| 20         | Drapeau de l'Angleterre                     | Imperial College Business School | 1                    | -                        | -                         | 1     |
| 20         | Drapeau de la France                        | Université de Montpellier        | 1                    | -                        | -                         | 1     |
| 23         | Drapeau de la France                        | ESSEC Business School            | -                    | 5                        | 4                         | 9     |
| 24         | Drapeau de la France                        | SKEMA Business School            | -                    | 2                        | -                         | 2     |
| 25         | Drapeau de la France                        | Bordeaux Sciences Agro           | -                    | 1                        | 1                         | 2     |
| 26         | Drapeau de la France                        | Université de Bordeaux           | -                    | 1                        | -                         | 1     |
| 26         | Drapeau de la France                        | Université de Dijon              | -                    | 1                        | -                         | 1     |
| 26         | Drapeau des États-Unis                      | Sloan School of Management       | -                    | 1                        | -                         | 1     |
| 26         | Drapeau des États-Unis                      | Yale Law School                  | -                    | 1                        | -                         | 1     |
| 26         | Drapeau de la Suisse                        | HEC Lausanne                     | -                    | 1                        | -                         | 1     |
| 31         | Drapeau de la France                        | EDHEC Business School            | -                    | -                        | 2                         | 2     |
| 32         | Drapeau de la Suisse                        | University of St.Gallen          | -                    | -                        | 1                         | 1     |
| 32         | Drapeau de la Suisse                        | EPFL                             | -                    | -                        | 1                         | 1     |
| 32         | Drapeau des États-Unis                      | UCLA                             | -                    | -                        | 1                         | 1     |
| 32         | Drapeau des États-Unis                      | Wharton School                   | -                    | -                        | 1                         | 1     |
| 32         | Drapeau de Hong Kong                        | HKUST                            | -                    | -                        | 1                         | 1     |
| 32         | Drapeau de l'Autriche                       | WU Wien (en)                     | -                    | -                        | 1                         | 1     |
| 32         | Drapeau de la France                        | CentraleSupélec                  | -                    | -                        | 1                         | 1     |
| 32         | Drapeau de la France                        | Sciences Po Bordeaux             | -                    | -                        | 1                         | 1     |
| Total : 39 | Total de médailles :                        | Total de médailles :             | 77                   | 77                       | 70                        | 224   |